# Knin
Knin é uma cidade histórica do condado de Šibenik-Knin na Croácia, localizada próxima a fonte do rio Krka. Sua população no censo de 2001 era de 10 633 na cidade e 15 407 na municipalidade, sendo 76,45% croatas. Considerando a idade média da população residente, Knin é a cidade mais jovem da Croácia. A cidade foi entre 1991 até 1995 a capital da República Sérvia de Krajina.
Era conhecida como Burno (em latim: Burnum) no período romano.

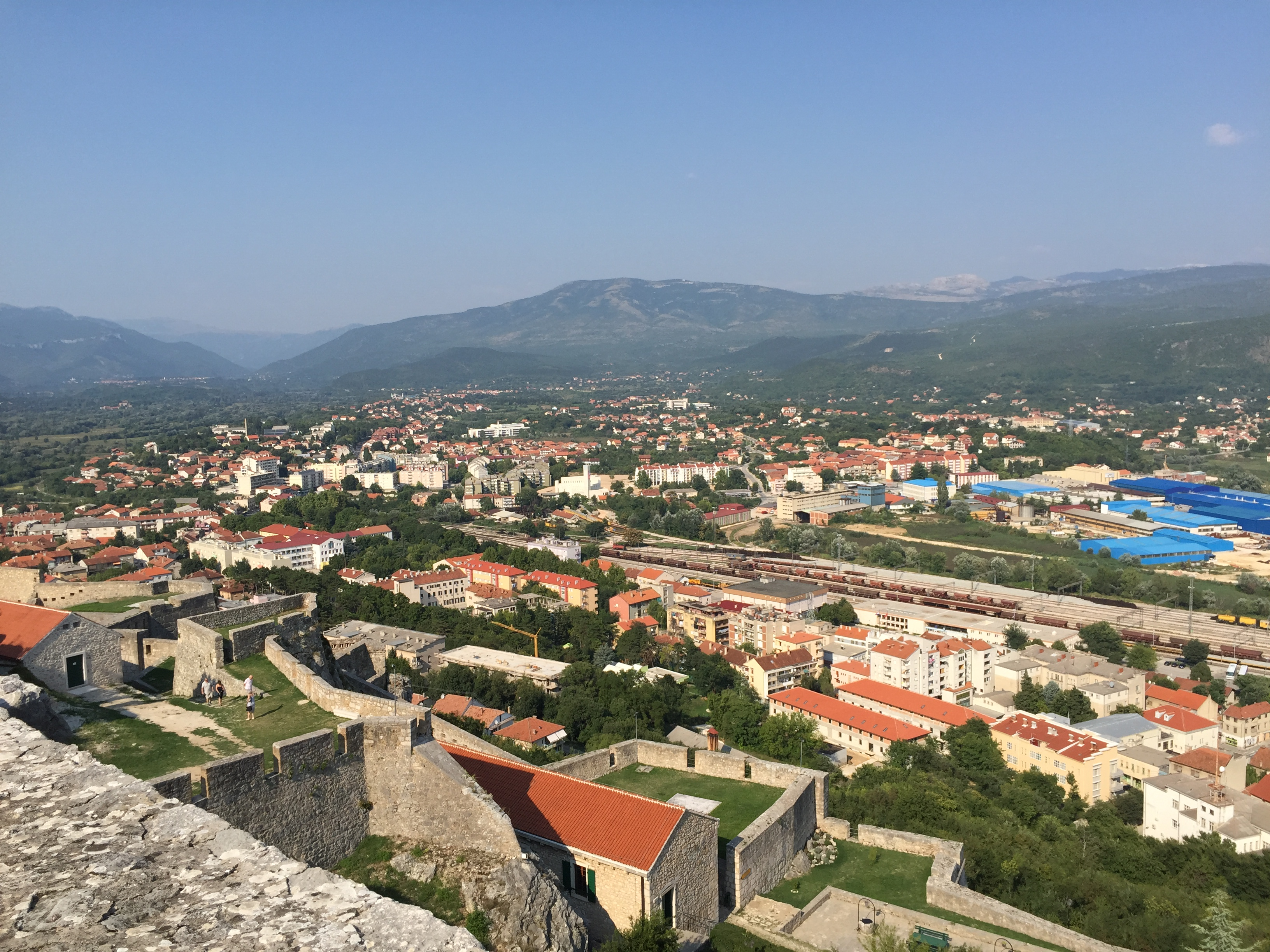
A cidade de Knin.